# الاکولاویوا
الاکولاویوا (به لاتین: Alakolawewa) یک منطقهٔ مسکونی در سری‌لانکا است که در استان مرکزی (سری‌لانکا) واقع شده‌است.